# Przeżyj to sam
Przeżyj to sam – polski utwór muzyczny powstały w roku 1981, skomponowany przez Grzegorza Stróżniaka do słów Andrzeja Sobczaka. Pierwsza wersja została zarejestrowana przez poznański zespół Lombard w studiu nagraniowym Radia Szczecin. Utwór pojawił się na płycie Live wydanej w roku 1983. Został uznany za hymn pokolenia, w czasach PRL uważany był za piosenkę antykomunistyczną i był jednym z najważniejszych utworów, który przyczynił się do popularności Lombardu. Tekst utworu powstał w gniewie na ówczesną rzeczywistość i miał pobudzić ludzi do działania.  
Wyemitowany 1 kwietnia 1982 we wznowionym właśnie programie III Polskiego Radia, po 2 dniach został zdjęty na żądanie cenzury. Prawdopodobnie zniszczono również taśmę. Utwór nie pojawił się na żadnej oficjalnej liście przebojów. W 2015 stał się przedmiotem kontrowersji po wyemitowaniu go podczas demonstracji Komitetu Obrony Demokracji, przeciwko czemu zaprotestowała grupa Lombard. „Przeżyj to sam”, w wersji swingowej, umieszczono na albumie wydanym w 2016 roku  Lombard swing. Piosenka pojawia się również na licznych składankach największych przebojów Lombardu oraz na płytach Afryka z 1994 roku i 20 lat – koncert przeżyj to sam z 2002 roku.